# Valsot
Valsot is een fusiegemeente in het Zwitserse district Inn dat behoort tot het kanton Graubünden. Valzot heeft een oppervlakte van 159,01 km² en heeft 910 inwoners.
In 2013 is de gemeente ontstaan na het fuseren van de gemeenten Ramosch en Tschlin.

## Geografie
De gemeente ligt bij het drielandenpunt van Italië, Oostenrijk en Zwitserland en grenst de gemeente aan de gemeenten Graun im Vinschgau in Italië, Nauders, Pfunds en Spiss in Oostenrijk en Samnaun en Scuol in Zwitserland.
In de gemeente liggen de dorpen Chaflur, Martina, San niclà, Seraplana, Strada in Engiadina, Ramosch, Tschlin, Vnà en Vinadi.

## Politiek
In het gemeentebestuur van Valsot is de Burgerlijk-Democratische Partij de grootste partij met 36,3 procent, de Zwitserse Volkspartij met 19,8 procent, de Sociaaldemocratische Partij van Zwitserland met 14,8 procent, de Vrijzinnig Democratische Partij. De Liberalen met 13,3 procent,  de Groene Partij van Zwitserland met 8,2 procent,  de Groen-Liberale Partij met 5,4 procent, de Christendemocratische Volkspartij met 1.,procent en de overige partijen 0,4 procent van de zetels.